# 안해수
안해수(1979년 6월 5일 ~ )는 대한민국의 배우이다.

## 학력
- 경일대학교 의상디자인과

## 드라마
- 1992년 : KBS1 《모짜르트가 된 청소부》
- 1999년 : MBC 《우리가 정말 사랑했을까》
- 1999년 : MBC 《장미와 콩나물》
- 1999년 : MBC 《하나뿐인 당신》

## 영화
- 2004년 : 《그놈은 멋있었다》